# Чайльд-Роланд дошёл до Тёмной Башни
«Чайльд-Роланд дошёл до Темной Башни» — поэма Роберта Браунинга, написанная в 1855 году и впервые вышедшая в свет в том же году в сборнике под названием «Мужчины и женщины». Заголовок поэмы и, по совместительству, последние слова последней строфы, принадлежат перу Уильяма Шекспира. В пьесе «Король Лир» сын графа Глостера Эдгар придает доверия своей личине «бедного Тома из Бедлама» произнося бессмысленные речи, часть которых звучит так:
Вот к башне наш Роланд идет,
Опять тот молвил: «фу-фу-фу!
Британской кровью как несет!».
(Король Лир, Акт 3, Сцена 4. Пер. М.Кузмин)
Шекспир черпал вдохновение в волшебной сказке Чайлд Роланд, хотя прямого отношения к пьесе сказка не имеет. Браунинг же утверждал, что поэма пришла к нему во сне уже полностью написанной.
Браунинг описал путешествие Роланда в тридцати четырёх шестистрочных строфах с рифмой A-B-B-A-A-B написанных пятистопным ямбом. Стихи проникнуты кошмаром ночных ужасов, но обстановка неожиданно реальна: никогда за свою творческую жизнь Браунинг не давал столь подробных описаний окружающего пейзажа. Несмотря на выразительность, данное произведение одно из самых непонятных в творчестве поэта, и это следствие того, что история главного героя показана только намеками, она второстепенна при создании образа душевного состояния героя.
Предположительно, прообразом главного героя был паладин из «Песни о Роланде», поэме XI века неизвестного французского автора. На эту мысль наталкивают имя героя — «Роланд», его духовой рог, названный в поэме «слагхорном» (псевдосредневековый инструмент, который упоминают Томас Чаттертон и Браунинг в своих произведениях), сугубо средневековая обстановка поэмы и титулу «чайльд» (средневековый термин, обозначающий отнюдь не ребенка, а рыцаря, не бывавшего в схватке, то есть «не проверенного»).
Стихотворение начинается с размышлений Роланда о том, правдив ли человек, рассказавший ему, как пройти к Темной Башне. Браунинг не пересказывает «Песнь о Роланде» дословно, отправной точкой для его повествования служит Шекспир. Угрюмый и циничный Роланд ищет путь к Башне, попадая в разные неприятности в пути, хотя большинство преград надуманы и существуют лишь в его воображении. Поэма обрывается внезапно, когда он достигает своей цели, автор умалчивает о том, что он обнаружил там. Это тот самый случай, когда процесс (поиски Башни), важнее результата.
Джудит Вейсман предположила, что цель автора была в том, чтобы показать как воинское понятие о чести и славе «разрушает внутренний мир потенциального героя, заставляя нас увидеть мир, злобно искаженный в сознании Роланда». Вильям Лайон Фелпс предлагает три различные интерпретации поэмы: в первых двух — Башня это символ рыцарского поиска. Успех приходит только через поражение и осознания тщетности исполнения мечты. В третьей интерпретации Башня это просто синоним проклятия.

## Влияние на прочие работы
«Чайлд Роланд» послужил прообразом для ряда произведений в том числе и фантастических, включая:
- Американского автора Стивена Кинга в его серии произведений «Темная Башня» (1979—2012)
- Валлийского автора научной фантастики Аластера Рейнольдса в новелле «Бриллиантовые псы» (2001)
- Канадского НФ автора Гордона Р. Диксона в его серии новелл «Цикл Чайлда» («Дорсай») (1959—2001)
- Американский НФ автор Андре Нортон в четвертой повести серии «Мир ведьм» (1967)
- Специальная серия «Пять докторов» сериала «Доктор Кто», посвященная двадцатилетию фильма, использовала большинство образов и несколько ключевых фраз из стихотворения, которые цитировались как будто из источника сценариста Терренса Дика.
- Отсылкой к Чайльду Роланду является имя Роланда Митчелла, персонажа романа «Обладать» британской писательницы А. С. Байетт.
- Вилла Катер: «Рождество грабителей».
- Джон Конноли: повесть «Книга потерянных вещей».
- Роман Роджера Желязны из цикла «Хроники Амбера» ссылается на «Песнь» и стихотворение в «Знаке единорога».
- Повесть «Элидор» Алана Гарнера.

## Переводы на русский язык
Классическим переводом поэмы является перевод Валентины Давиденковой (1900—1987) середины XX века: «Роланд до Замка чёрного дошёл». После появления в России последних книг цикла «Тёмная Башня» Стивена Кинга появилось большое количество переводов поэмы, в том числе издававшийся как приложение к последней книге перевод Наны Эристави «Чайльд-Роланд дошёл до Тёмной Башни». В интернет-библиотеках к последней книге цикла обычно прилагается перевод Ксении Егоровой «Чайлд Роланд к Тёмной Башне пришёл».